# Outright Monetary Transactions
Le operazioni definitive monetarie, note anche con l'acronimo OMT della definizione inglese Outright monetary transactions, sono state annunciate dal Consiglio Direttivo della BCE il 2 agosto 2012 e illustrate nel dettaglio il 6 settembre 2012.

## Storia
Esse hanno fatto seguito al noto "discorso di Londra", tenuto dal Presidente della BCE Draghi il 26 luglio 2012 alla Global Investment Conference. In quel discorso, infatti, il governatore pronunciò la frase:
(Mario Draghi, 26 luglio 2012)
La BCE riteneva infatti inaccettabili i premi per il rischio che la paura della reversibilità della valuta comune imponeva ad alcuni paesi membri in difficoltà macroeconomica, danneggiandone i tentativi di recupero e di consolidamento del debito e creando tensioni sui mercati obbligazionari dei paesi dell'area dell'euro. L'obiettivo che le OMT si pongono è infatti quello di salvaguardare il canale di trasmissione della politica monetaria per l’area dell'euro, ovvero di impedire che forti tensioni sui mercati dei titoli di stato (detti anche mercati del debito sovrano) possano portare a innalzamenti eccessivi dei tassi di interesse, che a loro volta impedirebbero alle banche e alle imprese di finanziarsi a condizioni economicamente sostenibili e accelererebbero la spirale recessiva del paese interessato, fino all'eventuale default.

## Contenuto
Le OMT consistono nell'acquisto diretto da parte della BCE di titoli di stato a breve termine emessi da paesi in difficoltà macroeconomica grave e conclamata (requisito di condizionalità). La situazione di difficoltà economica grave e conclamata è identificata dal fatto che il paese abbia avviato un programma di aiuto finanziario o un programma precauzionale con il Meccanismo Europeo di Stabilità o con la Struttura Europea per la Stabilità Finanziaria.
La data di avvio, la durata e la fine delle OMT sono decise dal Consiglio direttivo della Banca centrale europea in totale autonomia e in accordo con il suo mandato istituzionale.
Le transazioni si focalizzano sui tassi a breve termine e in particolare sui titoli sovrani con scadenza compresa tra uno e tre anni. Non ci sono limiti ex ante all'ammontare complessivo delle transazioni.
La principale peculiarità di queste operazioni è che con esse l'Eurosistema si è impegnato a ricevere lo stesso trattamento di un qualsiasi creditore privato, ricevendo uguale remunerazione e non potendo vantare alcuna priorità in caso di ristrutturazione del debito.
La liquidità immessa nel mercato a causa dell'acquisto dei titoli di stato sarà pienamente sterilizzata, cioè riassorbita (ad esempio vendendo altri titoli) per evitare che queste operazioni interferiscano con la politica monetaria che mira a controllare il tasso di inflazione. La BCE si impegna a pubblicare mensilmente l'ammontare delle OMT effettuate, disaggregate per paese e il valore di mercato delle attività acquisite. 
A partire dalla data del 6 agosto 2012 è quindi terminato il Securities Market Program (SMP), giacché le finalità che si prefiggeva tale programma sono ora assolte dalle OMT.